# Joaquim Abranches
Joaquim José de Andrade e Silva Abranches GCC • ComA • GOMAI (Viseu, 23 de Fevereiro de 1888 – 20 de Abril de 1939) foi um militar, engenheiro militar e político português.

## Biografia

### Nascimento e formação
Nasceu em Viseu, no dia 23 de Fevereiro de 1888.
Frequentou a Universidade de Coimbra e a Escola Militar, onde tirou o curso de engenharia em 1912.

### Carreira militar
Entrou no exército em 10 de Agosto de 1904, tendo sido promovido a alferes da arma de engenharia em 1912, e a tenente no ano seguinte.
Em 1917, estava integrado no Corpo Expedicionário Português, tendo exercido como tenente do Batalhão de Sapadores de Caminhos de Ferro; e entrado na Batalha de La Lys, em 1918. Nesse ano, é promovido a capitão, e regressa a Portugal. Em 1923, passa a major, e, em 1938, atinge o posto de tenente-coronel.

### Carreira política e profissional
Exerceu como Ministro das Obras Públicas e Comunicações entre 1936 e 1938, e como Ministro interino no Ministério da Guerra
Também ocupou as posições de adjunto na Direcção-Geral da divisão de Sul e Sueste dos Caminhos de Ferro do Estado, e de inspector-geral e director da Companhia dos Caminhos de Ferro Portugueses da Beira Alta; destacou-se, nesta última posição, pela sua conduta durante uma greve dos maquinistas, tendo chegado a conduzir uma locomotiva.
Foi, igualmente, sócio efectivo da Associação de Engenheiros Civis Portugueses, membro da 2.ª Direcção-Geral do Ministério da Guerra, delegado aos Congressos Internacionais de Caminhos de Ferro de Madrid e do Cairo, e delegado às Conferências Internacionais do Tráfego Ferroviário.
Entre 1924 e 1925, foi nomeado para a direcção da empresa da Revista Militar, e, entre 1934 e 1935, trabalhou como secretário da mesa da Assembleia geral. Em 1938, inscreve-se na Ordem dos Engenheiros.
Apresentou, igualmente, uma comunicação sobre caminhos de ferro, no I Congresso da União Nacional.

### Morte
Joaquim Abranches morreu na sua residência, em 20 de Abril de 1939.

## Condecorações e homenagens
Após a sua morte, foi homenageado na imprensa lisboeta.
Foi condecorado com a Medalha da Cruz de Guerra, e com os graus de Comendador da Antiga e Muito Nobre Ordem Militar da Torre e Espada, do Valor, Lealdade e Mérito e de Cavaleiro da Ordem Nacional da Legião de Honra pela sua conduta durante a Primeira Guerra Mundial. Foi, igualmente, agraciado, sendo na altura ainda Major, com os graus de Comendador da Ordem Militar de São Bento de Avis a 21 de Dezembro de 1929, de Grande-Oficial da Ordem Civil do Mérito Agrícola e Industrial Classe Industrial a 5 de Outubro de 1932 e de Grã-Cruz da Ordem Militar de Nosso Senhor Jesus Cristo a 18 de Junho de 1937.

## Família
O Tenente-coronel Eng.º Joaquim José Andrade e Silva Abranches era irmão do Dr. Luís Carlos de Andrade e Silva Abranches (1882-1935), advogado; de Maria Emília Carlos de Andrade e Silva Abranches, casada com o Dr. Herculano Jorge Ferreira, advogado, coronel do Exército, governador Civil do Distrito do Porto; e de Isabel de Andrade e Silva Abranches, casada com o Dr. Pedro José da Cunha, secretário das Finanças de Viseu.
Eram todos filhos do Dr. Joaquim José de Andrade e Silva, advogado, 1.º presidente dos Bombeiros Voluntários de Viseu, e de sua mulher Claudina de Abranches de Lemos e Menezes (1853-1939), irmã do General Eng.º Silvério de Abranches de Lemos e Menezes.